# Winsen (Holstein)
Winsen ist eine Gemeinde im Kreis Segeberg in Schleswig-Holstein.

## Geografie

### Geografische Lage und Ortsgliederung
Das Gemeindegebiet von Winsen befindet sich östlich der Stadt Kaltenkirchen am Bach Ohlau im nördlichen Bereich der Barmstedt-Kisdorfer Geest (Naturräumliche Haupteinheit Nr. 694). Die Gemeinde besteht aus dem für sie namenstiftenden Dorf als einzigem Ortsteil (auch als Wohnplatz bezeichnet).

### Nachbargemeinden
Direkt angrenzende Gemeindegebiet von Winsen sind:
| Oersdorf |                                             | Kattendorf |
|          | Kompassrose, die auf Nachbargemeinden zeigt |            |
|          | Kisdorf                                     |            |

### Landschaft
Die Umgebung des Ortes ist, insbesondere im Ostteil, stark bewaldet. Hier liegt u. a. der Forst Winsener Wohld.

## Politik

### Gemeindevertretung
Bei der Kommunalwahl 2023 errang die Wählergemeinschaft Winsen erneut alle neun Sitze in der Gemeindevertretung. Die Wahlbeteiligung betrug 62,9 Prozent.

### Wappen
Blasonierung: „In Silber ein erhöhter grüner Dreiberg, darin über einem silbernen Wellenbalken ein goldener links gewendeter hersehender Uhu mit einem silbernen Buchenzweig im Fang.“

## Verkehr
Das Gemeindegebiet von Winsen wird über die Segeberger Kreisstraße 49 erreicht. Diese zweigt weiter nördlich in der Nachbargemeinde Kattendorf von der schleswig-holsteinischen Landesstraße 80 ab und führt zur L 233 in Kisdorf.